# Hamburg-Billbrook
Billbrook (ook wel 'Hamburg-Billbrook' genoemd) is een stadsdeel van Hamburg-Mitte, een district van de Duitse stad Hamburg met net geen 1400 inwoners.
Het Billbrook is een moerasgebied aan de rand van het poldergebied in het Elbe-dal. De noordgrens wordt gevormd door de Bille.
Net zoals het aanpalende Hammerbrook werd het terrein in de 19e eeuw met zand enkele meter opgehoogd om bebouwing mogelijk te maken. Het werd ontsloten door een (voor Hamburg a-typisch) netwerk van zeer brede en kaarsrechte wegen, en vijf brede kanalen voor de afwatering, die evenwel ook door vaartuigen met geringe diepgang bevaarbaar zijn.
Vandaag is Billbrook hoofdzakelijk een bedrijvenzone. 
Het werd evenwel bekend door de twee woonblokken voor behoeftigen in het oosten van het stadsdeel bij de basisschool Billbrookdeich. In deze bouwvallige complexen leefden vooral ex-daklozen, vluchtelingen, Sinti en Roma en de misdaad tierde er welig. Een van de complexen (bijgenaamd Berze) werd in 2002 afgebroken.

## Geschiedenis
Reeds vanaf de 13e eeuw werden moerassen bij de Bille ingepolderd. Vanaf 1395 behoorde het gebied tot het dorp Billwärder onder Hamburgs bestuur. Naast boerderijen kwamen er in de 17e eeuw ook landhuizen. Enkele ervan bestaan nog steeds en zijn nu restaurants. Aan de westzijde ontstonden vanaf 1850 de eerste industrievestigingen. De ophoging van de terreinen eind 19e eeuw verdreef de landbouwactiviteit ten voordele van de industrie. Billstedt ontstond in 1928 door de samenvoeging van de toen nog zelfstandige gemeenten Kirchsteinbek, Öjendorf en Schiffbek. In 1937 werd Billstedt, dat tot dan bij Pruisen hoorde, een stadsdeel van Hamburg. In 1903 werd het Tiefstackkanaal aangelegd en in 1912 werd Billbrook afgescheiden van het landelijk gebleven Billwerder en als afzonderlijk stadsdeel bij Hamburg gevoegd.
Tijdens de Eerste Wereldoorlog werd de op dat moment grootste elektriciteitscentrale van de HEW gebouwd: het Großkraftwerk Tiefstack. Deze werd in 1993 door de huidige centrale vervangen. In de Tweede Wereldoorlog werden grote delen van Billbrook vernield.

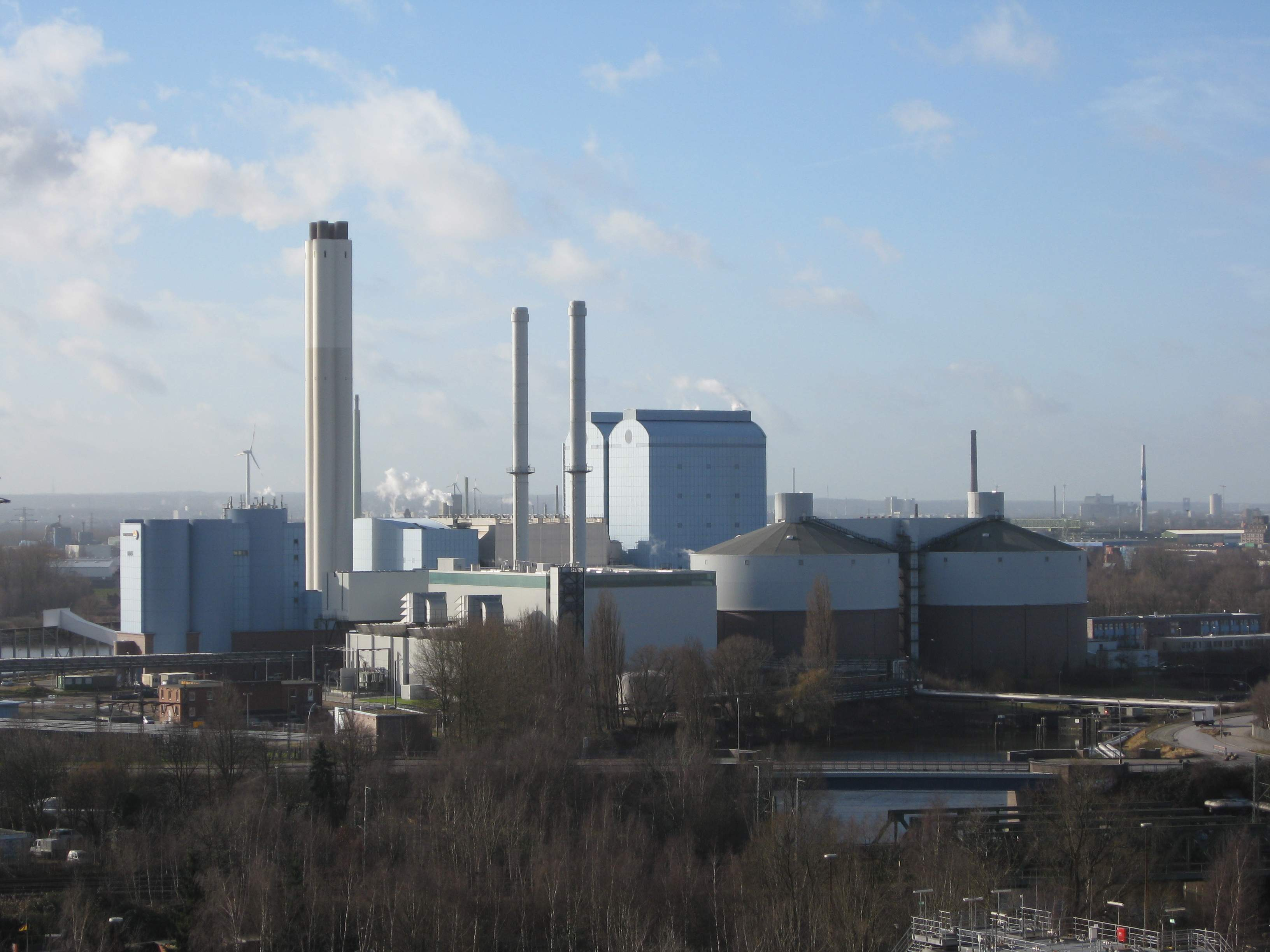
Centrale Tiefstack